# Areca klingkangensis
Areca klingkangensis là loài thực vật có hoa thuộc họ Arecaceae. Loài này được J.Dransf. mô tả khoa học đầu tiên năm 1984.